# اختيار النظرية
كان اختيار النظرية مشكلة رئيسية في فلسفة العلوم في أوائل القرن العشرين، وتحت تأثير النظريات الجديدة المثيرة للجدل مثل النسبية والفيزياء الكمومية، أصبح الأمر يتعلق بكيفية اختيار العلماء بين النظريات المتنافسة.